# Berlińsko-Brandenburska Akademia Nauk

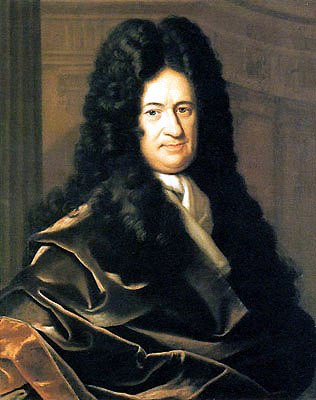
G.W. Leibniz (1646–1716) – pierwszy przewodniczący Akademii

Berlińsko-Brandenburska Akademia Nauk (niem. Berlin-Brandenburgische Akademie der Wissenschaften), skr. BBAW – niemieckie towarzystwo naukowe o charakterze korporacji uczonych. Założona 21 maja 1992 w Berlinie jako spadkobierczyni tradycji Pruskiej Akademii Nauk (niem. Preußischen Akademie der Wissenschaften). Członkami organizacji są uznani naukowcy, związani zawodowo z Berlinem i Brandenburgią. Głównym celem BBAW jest wspieranie rozwoju nauki i organizacji szkolnictwa wyższego w regionie.

## Historia
Berlińska akademia została założona 11 lipca 1700. Inicjatorem jej powstania był Gottfried Wilhelm Leibniz, fundatorem i założycielem – książę-elektor Fryderyk III Brandenburski. Przewodniczącym został pomysłodawca przedsięwzięcia, Leibniz. W przeciwieństwie do innych akademii, Akademia Pruska nie była finansowana (do 1809) bezpośrednio z funduszy państwowych. Jednak w celu jej wspomożenia książę Fryderyk, także za sugestią Leibniza, w roku 1700 obdarzył ją monopolem na produkcję i sprzedaż kalendarzy na terenie Brandenburgii. Gdy w 1701 Fryderyk koronował się na króla w Prusach (niem. König in Preussen), wraz z utworzeniem Królestwa Prus, akademia została przemianowana na Königlich Preußische Sozietät der Wissenschaften („Królewskie Pruskie Towarzystwo Nauk”). 
O ile inne akademie koncentrowały się na stosunkowo niewielu naukowych tematach, Akademia Pruska była pierwszą, która obok przyrodniczych zajęła się naukami humanistycznymi. W 1710 został ustalony statut akademii; zgodnie z nim akademia została podzielona na cztery zasadnicze oddziały: dwa przyrodnicze i dwa humanistyczne. Ten stan rzeczy pozostał niezmieniony do 1830, kiedy oddziały dotychczasowe zostały zastąpione fizyczno-matematycznymi i filozoficzno-historycznymi.
Panowanie króla Fryderyka II przyniosło akademii znaczące zmiany. W 1744 dotychczasowe Towarzystwo Naukowe zostało połączone z utworzonym w 1743 w Berlinie Nouvelle Société Littéraire w Królewską Akademię Nauk (niem. Königliche Akademie der Wissenschaften). Według nowego statutu obowiązkiem akademii było zamieszczanie publicznych ogłoszeń o nierozstrzygniętych problemach naukowych i – przyznawanie za ich rozwiązanie nagród pieniężnych.
W XVIII wieku akademia wzbogaciła się o własne zaplecze naukowe: w 1709 – obserwatorium; w 1717 – Theatrum Anatomicum (dosł. „teatr anatomiczny” – specjalna sala do wykładów i pokazów z anatomii, z umieszczonym centralnie stołem sekcyjnym i wznoszącymi się w formie amfiteatralnej miejscami dla słuchaczy), które było zalążkiem powstałego w 1723 Collegium medico-chirurgicum (instytucji mającej na celu kontrolowanie teoretycznych i praktycznych umiejętności kształconych w akademii lekarzy); w 1718 ogród botaniczny i w 1753 laboratorium. Jednak wskutek kolejnej gruntownej reorganizacji w latach 1806–1812, zakończonej 24 stycznia 1812 przyjęciem nowego statutu, naukowe wyposażenie akademii przeszło stopniowo na własność Uniwersytetu Berlińskiego. 
Z początkiem 1815 powstały przy akademii zakłady badawcze podlegające odpowiednim komisjom uczelnianym (takim jak Komisja Grecko-Rzymskiej Archeologii, Komisja Niemiecka, Komisja Pruska, Komisja Orientalistyki). Zatrudniały one do pracy przeważnie obok własnych naukowców także członków korespondentów. Niektóre spośród tych zakładów wraz z odpowiadającymi im komisjami stanowiły po 1945 początek uniwersyteckich instytutów.
Pod rządami narodowych socjalistów (1933–1945), akademia była przedmiotem charakterystycznego dla tego czasu w państwie niemieckim procesu nazywanego Gleichschaltung (wyrównywanie): pracownicy i członkowie pochodzenia żydowskiego byli z akademii wydalani. 8 czerwca 1939 wszedł w życie nowy statut, powodując reorganizację akademii zgodnie z zasadą wodzostwa.

## Zmiany nazwy
Pierwotna jej nazwa brzmiała: Kurfürstlich Brandenburgische Societät der Wissenschaften („Elektorskie Brandenburskie Towarzystwo Naukowe”). Potem zmieniała się kilkukrotnie:
- na: Królewskie Pruskie Towarzystwo Naukowe;
- na: Królewska Akademia Nauk;
- po II wojnie światowej radziecka wojskowa administracja na terenie Niemiec przemianowała 1 lipca 1946 akademię na Niemiecką Akademię Nauk (Deutsche Akademie der Wissenschaften).;
- w 1972 nazwa została zmieniona na Akademię Nauk Niemieckiej Republiki Demokratycznej (Akademie der Wissenschaften der DDR);
- po zjednoczeniu Niemiec akademia ta została rozwiązana; w jej miejsce założono, w myśl układu podpisanego w 1992 między landami: Berlinem i Brandenburgią, Berlińsko-Brandenburską Akademię Nauk (niem. Berlin-Brandenburgische Akademie der Wissenschaften, BBAW).

## Wybrani członkowie
- Leonhard David Herrman
- Edward Strasburger
- Leonhard Euler
- Monteskiusz
- Denis Diderot
- Johann Heinrich Lambert
- Immanuel Kant
- Voltaire
- Gotthold Ephraim Lessing
- Friedrich Schleiermacher
- Hermann von Helmholtz
- Ferdinand Georg Frobenius
- Max Planck
- Albert Einstein
- Bracia Grimm